# Casa Hill-Kurtz
Hill–Kurtz House es una residencia histórica en Griffin, Georgia, en el condado de Spalding. Fue añadida al Registro Nacional de Lugares Históricos el 20 de marzo de 1973. Está ubicado en 570 South Hill Street. Construida en 1860 para Benjamin J. Milner, quien ayudó a reunir una unidad de caballería del condado de Spalding durante la guerra civil estadounidense. HP Hill, un impresor, compró la casa en 1866.